# Комиавиатранс
Комиавиатранс (юридическое название — АО «Комиавиатранс») — региональная российская авиакомпания. Имеет семь собственных аэропортов: международный аэропорт Сыктывкар имени Петра Истомина, аэропорты Воркута, Ухта, Усинск, Печора, Усть-Цильма, Инта.

## История
АО «Комиавиатранс» создано в 1998 году на базе Государственного авиационного предприятия «Комиавиа».

## Деятельность
- перевозка пассажиров и грузов
- патрулирование нефте- и газопроводов, линий электропередачи, обслуживание нефтяных платформ в открытом море
- лесоавиационные работы (обеспечение защиты лесов и оленьих пастбищ от пожаров)
- транспортное обслуживание населения в труднодоступных районах, перевозка пассажиров, почты и грузов (полеты в горах и над малоориентирной местностью, в условиях пустыни и тундры)
- транспортное обеспечение экстренной медицинской помощи
- аварийно-спасательные работы
- авиационные работы по предотвращению и ликвидации чрезвычайных ситуаций природного и техногенного характера
- авиаработы по международным контрактам

### Маршрутная сеть
По состоянию на 2022 год самолёты авиакомпании выполняют регулярные рейсы в города Печора, Усинск, Воркута, село Усть-Цильма. 

## Флот
По состоянию на февраль 2022 года размер флота АО «Комиавиатранс» составляет 4 самолёта и 11 вертолетов: